# تورایشتواندی
تورایشتواندی (به مجاری:  Túristvándi) یک سکونتگاه مسکونی در مجارستان است که در سابولچ-ساتمار-برگ واقع شده‌است.